# Barbara Simpson-Kerr
Barbara Simpson-Kerr es una jinete canadiense que compitió en la modalidad de salto ecuestre. Ganó una medalla de bronce en el Campeonato Mundial de Saltos Ecuestres de 1974 y una medalla de oro en los Juegos Panamericanos de 1971.

## Palmarés internacional
| Campeonato Mundial   | Campeonato Mundial | Campeonato Mundial | Campeonato Mundial |
| Año                  | Lugar              | Medalla            | Categoría          |
| -------------------- | ------------------ | ------------------ | ------------------ |
| 1974                 | La Baule (Francia) | Medalla de bronce  | Individual         |
| Juegos Panamericanos |                    |                    |                    |
| Año                  | Lugar              | Medalla            | Categoría          |
| 1971                 | Cali (Colombia)    | Medalla de oro     | Por equipos        |